# Nas Estrelas
Nas Estrelas álbum original de música instrumental de Paulo Leão y su hijo Vitor Leão, lanzado en 2024 . 

## Descripción
Distribuido por Freshtunes, el álbum Nas Estrelas foe compuesto íntegramente por canciones originales de Paulo y Vitor y fue grabado utilizando principalmente las guitarras eléctricas tocadas por el dúo. Las pocas excepciones fueron el uso de batería programada y bajo virtual en dos temas y, en el tema "A Era Azul", la participación de la oboísta Marina Elisabete . 
La idea de crear el álbum en este formato, y con temática cósmica, surgió de la experiencia de un avistamiento ovni vivido por Paulo y Vitor, en Brasil, en 2019 . Primero los dos compusieron la canción "OVNI" al piano, a cuatro manos, y posteriormente quince canciones más. Al finalizar el álbum, el dúo optó por lanzarlo con doce canciones. 
Todos los temas fueron grabados en propio estudio, el 'Bedroom Records', principalmente durante la pandemia de covid-19 . El trabajo se completó y puso en marcha en 2024. 
Nas Estrelas , presente en plataformas de streaming digital, recibió el premio 'Mención de Honor' en Canadá en el Widescreen Film & Video Festival – 2024, por el video de la canción principal, que fue lanzado como sencillo en 2021 y re- lanzado en 2024 en la versión remasterizada.   

## Pistas
1. "Sul" (Vitor Leão) – 1:23
2. "Nebulosa" (Paulo Leão) – 1:23
3. "Noite Veloz" (Vitor Leão) – 2:52
4. "A Era Azul" (Vitor Leão/Paulo Leão) – 2:11
5. "Superficíe Planetária de Metal Líquido a 5000 Graus (Netuno 5000 graus)" (Vitor Leão) – 2:45
6. "Blues do Entardecer" (Paulo Leão) – 3:14
7. "Sirius" (Vitor Leão) – 1:16
8. "ORCS" (Vitor Leão) – 2:00
9. "Planetarium" (Vitor Leão) – 1:42
10. "Aldebaran" (Paulo Leão) – 1:03
11. "Anos-Luz" (Paulo Leão) - 4:56
12. "OVNI" (Paulo Leão/Vitor Leão) – 1:03
13. "Nas Estrelas" (Paulo Leão) – 4:04 - esto, lanzado por separado, como EP.

## Créditos
- Guitarras eléctricas – Paulo Leão y Vitor Leão
- Contrabajo - Vitor Leão y Paulo Leão
- Guitarra acústica - Vitor Leão
- Piano – Paulo Leão y Vitor Leão
- Participación especial de Marina Elisabete, oboe, en "A Era Azul"
- Estudio de grabación: Bedroom Records
- Producido y masterizado por BlackCube Records
- Dirección artística: Paulo Leão
- Arreglos: Vitor Leão y Paulo Leão
- Diseño Gráfico: Paulo Leão y Vitor Leão